# Chalisgaon
Chalisgaon är en stad i delstaten Maharashtra i västra Indien. Den är distriktet Jalgaons tredje största stad och hade 97 551 invånare vid folkräkningen 2011. Chalisgaon är administrativ huvudort för en tehsil (en kommunliknande enhet) med samma namn som staden. 